# Svirce (gmina Medveđa)
Svirce (cyr. Свирце) – wieś w Serbii, w okręgu jablanickim, w gminie Medveđa. W 2011 roku liczyła 77 mieszkańców.